# Къща Хиндлиян
Къща „Хиндлиян“ е къща музей на територията на Архитектурно-исторически резерват „Старинен Пловдив“, на улица ул. „Артин Гидиков“ в Пловдив.
Построена е през 1848 г. от Степан Хиндлиян като зестра на дъщеря му, омъжена за арменския търговец от Кишинев Артин Гидиков. Тя е една от малкото запазени в оригинал симетрични пловдивски къщи. В нея се намира единствената запазена баня с течаща топла и студена вода. Днес къщата се използва като музей и културен център за изложби.

## Архитектура
Къща „Хиндлиян“ е един от малкото запазени в оригинал образци на симетрична пловдивска къща. Връзката със съседната Балабанова къща, придава ансамблово родство на двете къщи.
Дворът на къщата обединява стопански постройки, баня и мазе. Къщата е симетрична само във вътрешното си пространство, поради неправилната форма на имота. Представителна е дворната фасада с централен портик, който е вписан навътре, което не е характерно за епохата на строителството. Приземието е организирано около правоъгълен салон, отворен към три големи стаи, малък еркер към улицата, вход към банята със съблекалня и еднораменно стълбище към втория етаж.
От стълбите се влиза в големия хайет, с размери 10,20 × 7,10 m, заобиколен от по две големи стаи, едната от които е от т.нар. тип „фенер“ – с прозорци и към салона. Къщата е богато декорирана. Рисунките обхващат стените и таваните на стаите. Някои от стенописите са запазени в оригинал. Автори са Моко и Мавруди, които са работили повече от шест месеца върху изписването на всички стаи отвън и отвътре с пиластри, гирлянди от растителни и геометрични орнаменти, винетки, натюрморти и пейзажни композиции. При изрисуването на първия етаж са използвани хартиени шаблони.
Всички стени на втория етаж, включително и алафрангите, са рисувани на ръка, а таваните са в тон със съответната стая. По стените са изрисувани пейзажи от Цариград, Венеция, Александрия, Стокхолм и други градове. Над вратата на мазето е изрисуван огледален образ на къщата, служещ освен за декоративен елемент и за своеобразен план на сградата. Със същата цел е и рисунката над вратата на кухнята – тя е огледален образ на неофициалната част на къщата.
В къща „Хиндлиян“ се намира единствената запазена баня с течаща топла и студена вода в България. Тя е построена по ориенталски образец, с куполи, сводове, ниши, мраморен под, курна и отопление на пода с топъл въздух. 

## История
Къщата е построена в периода 1835 – 1840 г. от неизвестен майстор, по поръчка и вкуса на богатия търговец и чифликчия Степан Хиндлиян.
През 1915 г., в началото на арменския геноцид, семейство Хиндлиян напуска къщата и я предоставя за убежище на арменски бежанци.
През 1974 г. сградата е обявена за паметник на културата, като е реставрирана и е обзаведена с мебели от времето на българското Възраждане.